# Laurie Bird
Laurie Bird, född 26 september 1952 i Glen Cove, New York, död 15 juni 1979 på Manhattan, var en amerikansk skådespelare och fotograf. Hon medverkade i tre filmer på 1970-talet. Två av dessa regisserades av Monte Hellman, med vilken hon hade ett förhållande. Senare hade hon ett förhållande med Art Garfunkel. I juni 1979 begick Bird självmord med en överdos valium i den lägenhet som hon och Garfunkel delade. Garfunkel tillägnade sitt album Scissors Cut åt Laurie Bird; på albumets baksida finns ett beskuret fotografi av henne.

## Filmografi
| År   | Titel            | Roll                 |
| ---- | ---------------- | -------------------- |
| 1971 | Fortare än döden | The Girl             |
| 1974 | Cockfighter      | Dody White           |
| 1977 | Annie Hall       | Tony Laceys flickvän |